# 7 novembre dans les chemins de fer
7 octobre 7 décembre
Chronologies thématiques
- Croisades
- Sports
- Disney

Cette page concerne les événements qui se sont déroulés un 7 novembre dans les chemins de fer.

## Événements

### XIXesiècle
- 1879. France : prolongement de la ligne Épinal - Bussang de Remiremont à Saint-Maurice-sur-Moselle.
- 1885. Canada : le dernier tire-fond est enfoncé à Craigellachie, en Colombie-Britannique, complétant le chemin de fer transcontinental canadien
- 1891. France : mise en service de la ligne Valmondois - Marines d'Épiais-Rhus à Marines (CF économiques).

### XXesiècle
- x

### XXIesiècle
- x

## Anniversaires

### Naissances
- x

### Décès
- x